# Colores
Colores (Spaans voor 'kleuren') is het vijfde studioalbum van de Colombiaanse reggaetonartiest J Balvin. Het kwam uit op 19 maart 2020 en werd voorafgegaan door de singles 'Blanco', 'Morado' en 'Rojo'. De vierde single, 'Amarillo', kwam uit op dezelfde dag als het album.

## Achtergrond
Colores is een conceptalbum, waarbij elk nummer vernoemd is naar een kleur - behalve het nummer 'Arcoíris' (Spaans voor 'regenboog'). De albumhoes is ontworpen door de Japanse kunstenaar Takashi Murakami. In de muziekvideo's, die werden geregisseerd door Colin Tilley, was Murakami eveneens verantwoordelijk voor de visuals.

## Succes
Colores was een groot succes. Bij de Latin Grammy Awards 2020 won het album de Latin Grammy in de categorie Best Urban Album. Op Spotify werden de tien nummers gezamenlijk meer dan 2 miljard keer beluisterd. De singles 'Blanco', 'Morado', 'Rojo' en 'Amarillo' werden respectievelijk 287, 438, 509 en 311 miljoen keer gestreamd (geraadpleegd december 2022). De bijbehorende clips werden respectievelijk 269, 229, 342 en 170 miljoen keer op YouTube bekeken (geraadpleegd december 2022). In Nederland bereikte Colores de 34e plaats in de Album Top 100.

## Tracklist
1. Amarillo ('Geel')
2. Azul ('Blauw')
3. Rojo ('Rood')
4. Rosa ('Roze')
5. Morado ('Paars')
6. Verde ('Groen')
7. Negro ('Zwart')
8. Gris ('Grijs')
9. Arcoíris ('Regenboog')
10. Blanco ('Wit')